# Kirchseelte
Kirchseelte er en kommune med knap 1.200 indbyggere (2013), beliggende i Samtgemeinde Harpstedt, i den østlige del af Landkreis Oldenburg, i den tyske delstat Niedersachsen.

## Geografi
Kommunen Kirchseelte ligger omkring 23 kilometer sydvest for Bremen. Den ligger ved udkanten af Harpstedter Geest midt i Naturpark Wildeshauser Geest.
Klosterbach løber fra syd mod nord og danner kommenegrænse til Nordwohlde, i kommunen Bassum i Landkreis Diepholz mod øst; den løber efter 16 kilometer ud i Ochtum.

### Inddeling
I kommunen ligger ud over Kirchseelte også landsbyerne Klosterseelte og Ördekenbrück.